# El Rosario (Nicarágua)
El Rosario é um município da Nicarágua, situado no departamento de Carazo. Tem 14 km² de área e sua população em 2020 foi estimada em 8.207 habitantes.